# Đao đao
Đao đao là nhạc cụ của cộng đồng dân tộc Khơ-Mú sống tại Việt Nam.
Đao đao là một ống nứa dài từ 1 đến 1,2m, đục thông suốt thân ống. Ở một đầu ống người ta chẻ thành hai mảnh, vót lại để có hai thanh nhỏ dài khoảng 30 cm. Hai thanh này được gọt mỏng phần bên trong lòng ống và được làm tròn cạnh đầu. Trên phần cuối ống nứa có một lỗ đục nhỏ làm lỗ bấm. Đôi khi người ta giữ lại mấu kín ở đốt nứa phần cuối ống và khoét lỗ cạnh phần mấu này.
Người ta giữ gốc đàn bằng tay phải, ngón cái của tay này bịt, mở lỗ bấm trong lúc đập phần đầu ống nứa có hai mảnh vào cạnh bàn tay trái đang giơ ngửa. Hai mảnh đầu ống sẽ rung lên, làm chấn động cột không khí trong ống, phát ra âm thanh. Tiếc rằng âm thanh rất khó nghe vì quá nhỏ và bị tiếng va chạm của hai mảnh trên đầu ống át bớt đi. Nhưng điều này không quan trọng, vì người ta sử dụng đao đao để tạo nhịp điệu cho múa hơn là để thưởng thức âm thanh của nó.
Đao đao là nhạc cụ dành cho nữ giới, thường dùng trong nghi lễ nông nghiệp. Hiện nay các nhà nghiên cứu chưa thống nhất việc xếp đao đao vào bộ nhạc cụ nào, bởi vì căn cứ tính chất sản xuất âm thanh của nó người ta có thể vào bộ dây, bộ hơi đều hợp lý.